# Prêmio Bruno Rossi
O Prêmio Bruno Rossi (em inglês:  Bruno Rossi Prize) é concedido anualmente pela seção de física de altas energias da American Astronomical Society, "por uma contribuição significativa em astrofísica de alta energia, com destaque para trabalho novo e original". É denominado em memória do astrofísico Bruno Rossi.

## Recipientes
- 1985: William R. Forman e Christine Jones Forman
- 1986: Allan S. Jacobson
- 1987: Michiel van der Klis
- 1988: Rashid Sunyaev
- 1989: A equipe experimental do Irvine-Michigan-Brookhaven-Experiments e do Super-Kamiokande
- 1990: Stirling Colgate
- 1991: John Alexander Simpson
- 1992: Gerald H. Share
- 1993: Giovanni Bignami e Jules Halpern
- 1994: Gerald Fishman
- 1995: Carl Fichtel
- 1996: Felix Mirabel e Luis F. Rodriguez
- 1997: Trevor C. Weekes
- 1998: Equipe BeppoSAX e Jan van Paradijs
- 1999: Jean Swank e Hale Bradt
- 2000: Peter Meszaros, Bohdan Paczynski e Martin Rees
- 2001: Andrew Fabian e Yasuo Tanaka
- 2002: Leon Van Speybroeck
- 2003: Robert C. Duncan, Christopher Thompson e Chryssa Kouveliotou
- 2004: Harvey Tananbaum e Martin Weisskopf
- 2005: Stan Woosley
- 2006: Deepto Chakrabarty, Tod Strohmayer e Rudy Wijnands
- 2007: Neil Gehrels e Swift-Team
- 2008: Steve Allen, Pat Henry, Maxim Markevitch e Alexey Vikhlinin
- 2009: Charles Bailyn, Jeffrey E. McClintock e Ronald A. Remillard
- 2010: Felix A. Aharonian, Werner Hofmann, Heinrich J. Völk e grupo de trabalho HESS
- 2011: Bill Atwood, Peter Michelson e grupo de trabalho do Fermi Gamma-ray Space Telescope
- 2012: Marco Tavani e equipe AGILE
- 2013: Alice K. Harding e Roger W. Romani
- 2014: Douglas Finkbeiner, Tracy Slatyer, Meng Su
- 2015: Fiona Harrison[1]
- 2016: Niel Brandt
- 2017: Gabriela González e LIGO
- 2018: Colleen Wilson-Hodge e equipe do Fermi Gamma-ray Space Telescope
- 2019: Brian Metzger e Daniel Kasen
- 2020: Sheperd Doeleman e equipe do Event Horizon Telescope